# 쿠스쿠스

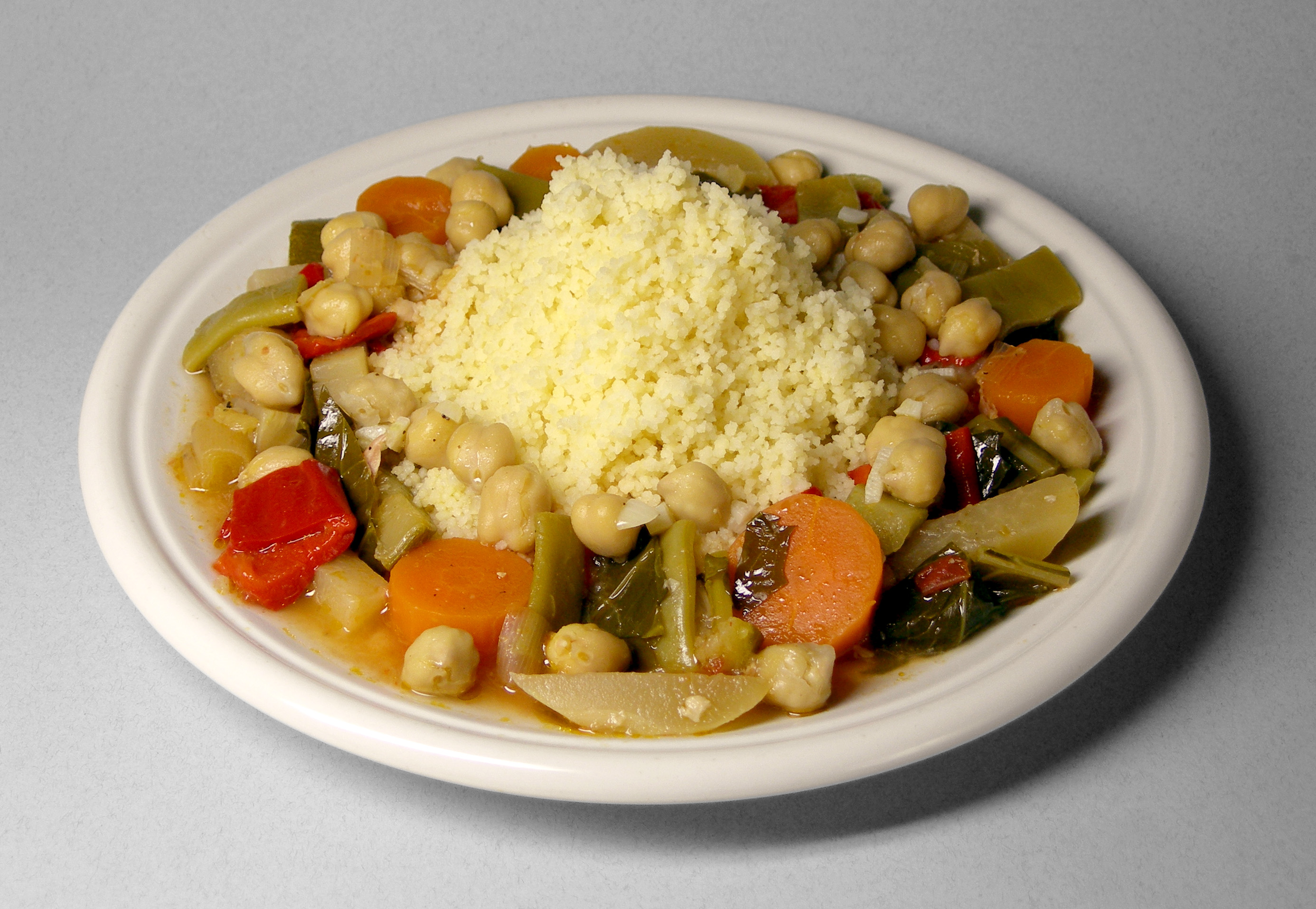
병아리콩과 채소를 곁들인 쿠스쿠스

쿠스쿠스(couscous)는 듀럼과 같은 단단한 밀을 으깬 세몰리나를 쪄서 만든 식품이다. 북아프리카 마그레브 지방에서 주식으로 먹으며 모로코, 리비아, 알제리, 튀니지와 같은 곳에서는 고기와 당근, 감자 등과 같이 쪄서 먹는다. 이집트에서는 버터, 설탕, 견과류 등과 곁들여서 디저트로 먹으며, 스페인, 프랑스, 카나리아 제도, 이탈리아, 그리스 등지에서도 먹는다. 북아프리카와 가까이 접해 있는 팔레스타인과 레바논 역시 쿠스쿠스 요리를 먹는다. 아프리카 알제리 사람들도 쿠스쿠스 요리를 일상적으로 즐기는 편이다. 

## 같이 보기
- 담부